# Homopode à éperon
Homopus femoralis
Pour les articles homonymes, voir Homopode.
Espèce
Statut de conservation UICN

 LC  : Préoccupation mineure
Statut CITES
Homopus femoralis, l'Homopode à éperon, est une espèce de tortues de la famille des Testudinidae.

## Répartition
Cette espèce est endémique d'Afrique du Sud. Elle se rencontre dans le désert du Karoo.
Sa présence au Lesotho est incertaine.

## Publication originale
- Boulenger, 1888 : Description of a new land-tortoise from South Africa, from a specimen living in the Society’s Gardens. Proceedings of the Zoological Society of London, vol. 1888, p. 251 (texte intégral).